# August Bärlocher

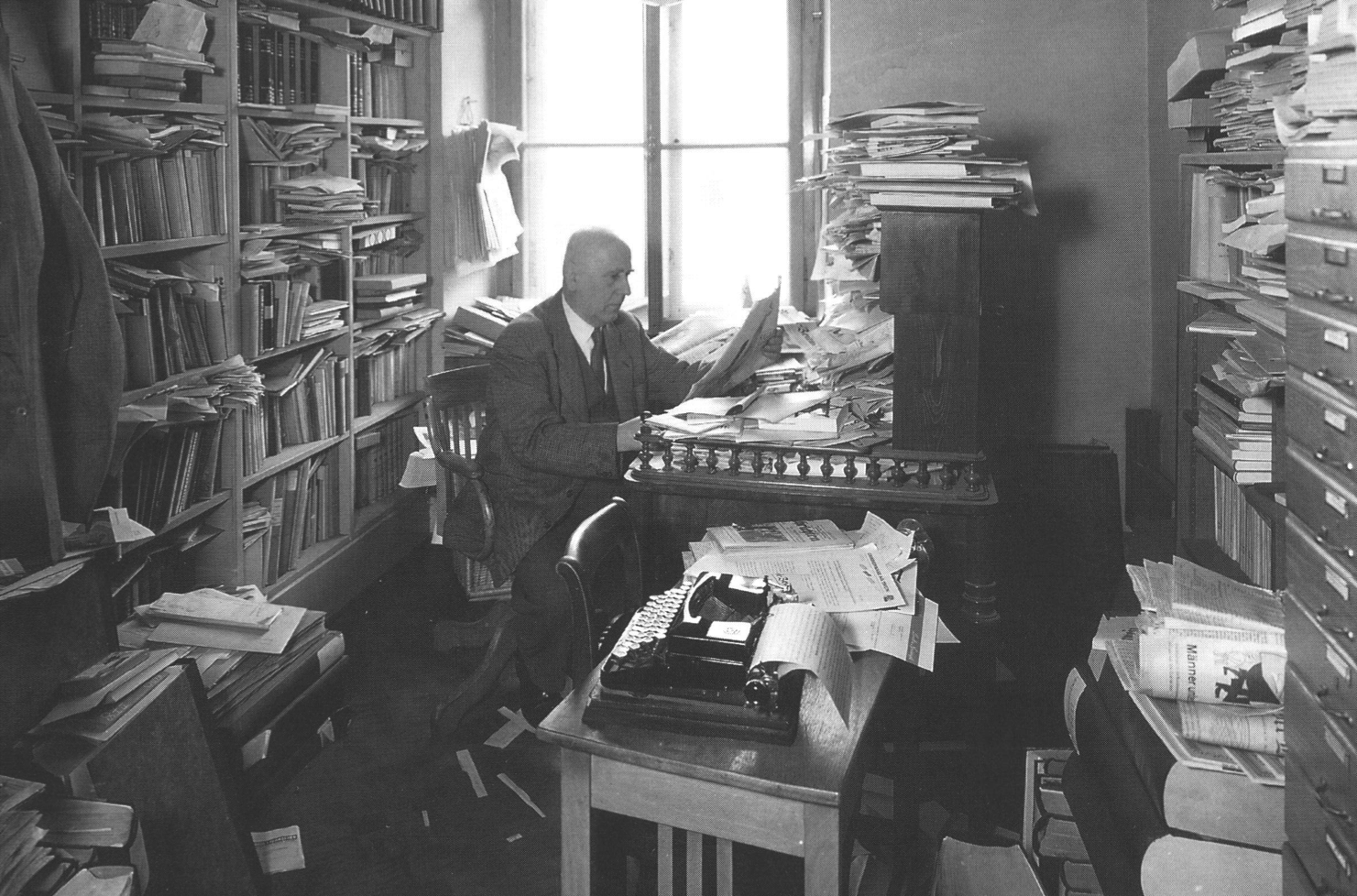
Chefredaktor August Bärlocher in seinem überfüllten Büro (Foto Paul Zipser, Baden, 1882–1950)

August Bärlocher  (13. September 1887 in Thal SG – 10. November 1968 in Zürich) war ein Schweizer Publizist und Redaktor.

## Leben
Bärlocher, Sohn des Jakob Silver, aus bäuerlicher Familie, studierte Germanistik in Rom und Freiburg und erhielt das Doktorat. Ab 1917 war Redaktor des katholisch-konservativen "Aargauer Volksblatts", über Jahrzehnte allein, dann als Chefredaktor formell bis 1962, de facto bis 1968.
Bärlocher unterhielt als Rechtskonservativer im Aargau ein ausgedehntes politisches Beziehungsnetz, trat häufig als Redner auf und war dadurch in katholischen Kreisen sehr populär. Ab 1925 war er Mitglied und von 1938 bis 1968 Präsident der Direktionskommission des Schweizerischen Katholischen Pressevereins, bemüht um die Reorganisation der Katholische internationale Presseagentur (KIPA). Ehrenmitglied des Vereins katholischer Publizisten der Schweiz, Träger eines päpstlichen Verdienstordens. Einer der führenden katholischen Journalisten während der Blüte des katholisch-konservativen Pressewesens.
Er heiratete 1943 Emma Fritz.